# Б'яркі Б'яркасон
Б'яркі Стейн Б'яркасон (ісл. Bjarki Steinn Bjarkason, нар. 11 травня 2000, Рейк'явік, Ісландія) — ісландський футболіст, вінгер італійського клубу «Венеція» та молодіжної збірної Ісландії.

## Клубна кар'єра
Б'яркі Б'яркасон є вихованцем столичного клубу «Афтурельдінг». У липні 2017 року він дебютував у першій команді. На початку 2018 року футболіст підписав трирічний контракт з клубом «Акранес». За результатами сезону клуб підвищився в класі і в квітні 2019 року Б'яркі дебютував у Прем'єр-лізі Ісландії.
У серпні 2020 року Б'яркі перейшов до складу італійського клубу «Венеція». 20 жовтня він провів першу гру за нову команду.

## Збірна
У 2021 році у складі молодіжної збірної Ісландії Б'яркі Б'яркасон брав участь у молодіжній першості Європи, що проходив на полях Угорщини та Словенії.